# Rwanda Mountain Gorilla Rally
Die Rwanda Mountain Gorilla Rally (RMGR), ursprünglich Fraternity Rally, ist eine jährliche, internationale Rallyeveranstaltung, die vom Rwanda Automobile Club (RAC) organisiert wird. Nachdem sich der Motorsport nach dem Völkermord von 1994 allmählich wieder in Ruanda etablierte, wurde die Fraternity Rally 1999 das erste Mal veranstaltet und fand zunächst grenzüberschreitend statt, mit Start in der ugandischen Hauptstadt Kampala und Ziel in der ruandischen Hauptstadt Kigali. Im Jahr 2000 wurde sie Teil der Wertungsläufe für die Afrikanische Rallye-Meisterschaft, womit Ruanda erstmals seit 1988 wieder Veranstaltungsort wurde. 2002 wurde die Rallye in Rwanda Mountain Gorilla Rally umbenannt.

## Liste der Gewinner
| Jahr                          | Gewinner               | Auto                      | Belege            |
| Fraternity Rally              | Fraternity Rally       | Fraternity Rally          |                   |
| ----------------------------- | ---------------------- | ------------------------- | ----------------- |
| 2000                          | Charles Muhangi        | Subaru Impreza WRX        | [ 2 ]             |
| 2001                          | Schalk Burger Sr.      | Subaru Impreza WRX        | [ 2 ]             |
| Rwanda Mountain Gorilla Rally |                        |                           |                   |
| 2002                          | Johnny Gemmell         | Subaru Impreza WRX        | [ 1 ]             |
| 2003                          | Fernando Rueda         | Mitsubishi Lancer Evo VI  | [ 1 ]             |
| 2004                          | Rudy Cantanhede        | Mitsubishi Lancer Evo III | [ 1 ]             |
| 2005                          | Riyaz Kurji            | Subaru Impreza WRX        | [ 1 ]             |
| 2006                          | Riyaz Kurji            | Subaru Impreza WRX        | [ 1 ]             |
| 2007                          | Conrad Rautenbach      | Subaru Impreza WRX        | [ 1 ]             |
| 2008                          | Rudy Cantanhede        | Subaru Impreza WRX        | [ 1 ]             |
| 2009                          | Giancarlo Davite       | Subaru Impreza WRX STi    | [ 1 ]             |
| 2010                          | Rudy Cantanhede        | Subaru Impreza WRX        | [ 1 ]             |
| 2011                          | Jean-Yves Ranarivelo   | Subaru Impreza WRX STi    | [ 1 ]             |
| 2012                          | Elefter Mitraros       | Subaru Impreza WRX STi    | [ 1 ]             |
| 2013                          | Giancarlo Davite       | Subaru Impreza WRX        | [ 1 ]             |
| 2014                          | Mohammed Essa          | Subaru Impreza WRX STi    | [ 1 ]             |
| 2015                          | Jaspreet Singh Chatthe | Mitsubishi Lancer Evo X   | [ 1 ]             |
| 2016                          | Bukera Valery          | Subaru Impreza N12        | [ 2 ]             |
| 2017                          | Manvir Baryan          | Škoda Fabia               | [ 2 ]             |
| 2018                          | Giancarlo Davite       | Mitsubishi Lancer evo 10  | [ 2 ]             |
| 2019                          | Jean Claude Gakwaya    | Subaru Impreza N10        | [ 2 ] [ 3 ]       |
| 2020                          | ausgefallen            | ausgefallen               | [ 2 ]             |
| 2021                          | Carl Tundo             | VW Polo                   | [ 2 ]             |
| 2022                          | Karan Patel            | Ford Fiesta R5            | [ 2 ]             |
| 2023                          | Karan Patel            | Ford Fiesta R5            | [ 4 ]             |
| 2024                          | Karan Patel            | Skoda Fabia R5            | [ 5 ] [ 6 ] [ 7 ] |
| 2025                          | Samman Vohra           | Škoda Fabia Rally2 evo    | [ 8 ]             |